# 핫토리 가즈타다
핫토리 가즈타다(일본어: 服部一忠, 생년 미상 ~ 분로쿠 4년(1595년) 음력 7월)는 센고쿠 시대부터 아즈치모모야마 시대까지의 무장이다.

## 개요
아즈치모모야마 시대(安土桃山時代)의 무장이며 복부일충(服部一忠)이라 한다. 통칭은 고헤이타(小平太), 이름은 하루야스(春安). 오와리국 출신이다. 본래 오다 노부나가(織田信長)의 가신이었으나 그가 죽은 후 도요토미 히데요시(豊臣秀吉)를 섬겼다. 1591년 이세(伊勢) 마쓰자카성주(松坂城主)가 되었다. 임진왜란 때 수군(水軍)의 무장으로 참전하여 한성까지 진격하였으며, 쓰시마인 히라야마 소자에몬(平山惣左衛門)이 종군통사로 보좌하였다. 1595년 도요토미 히데츠구 사건에 연관되어 할복을 명령받아 죽었다.

## 같이 보기
- 히데쓰구 사건

## 참고 문헌
峰岸純夫・片桐昭彦, 『戦国武将合戦事典』, 吉川弘文舘, 2005 ; 歴史群像編集部, 『戦国時代人物事典』, 学研パブリッシング, 2009;田代和生,「対馬藩の朝鮮語通詞」, 『史学』 60(4), 慶應義塾大学, 1993